# Psophia viridis
El trompetero aliverde o trompetero de alas verdes (Psophia viridis) es una especie de ave gruiforme de la familia Psophiidae, endémica de la cuenca suroriental del Amazonas en Brasil. Se encuentra en la región comprendida entre la margen derecha del río Madeira y el río Tocantins y el estado de Marañón, extendiéndose hacia el sur hasta el norte de Mato Grosso.

## Características
Mide en promedio 49 cm de largo y 46 cm de altura; pesa cerca de 1,1 kg.

## Historia natural
Habita en el bosque húmedo al nivel del suelo, siendo común en regiones bien preservadas, donde no hay o hay poca cacería. Es un ave gregaria, que vive en bandadas de tamaño variable, hasta algunas decenas de individuos con un líder. 
Es omnívoro. Su alimentación se basa en insectos, ciempiés, semillas, frutos y pequeñas serpientes, que caza escarbando entre el follaje caído en el suelo. Cuando tiene oportunidad, consume también carroña. Asustado vuela hasta las ramas próximas y por ellas sube hasta lo alto de los árboles. Duerme trepado en las ramas. 
Hace sus nidos en huecos espaciosos en lo alto de los árboles. La hembra pone huevos redondeados de color blanco, cuyo período de incubación dura en torno de 27 días. El macho es un poco más pequeño que la hembra.

## Subespecies
Se reconocen tres subespecies de Psophia viridis:
- Psophia viridis viridis - Brasil al sur del Río Amazonas, entre el Río Madeira y el Río Tapajós.
- Psophia viridis dextralis - este de Brasil al sur del Amazonas entre los ríos Tapajós y Tocantins.
- Psophia viridis obscura - noreste de Brasil al sur del Amazonas (noreste de Pará, al este hasta el Río Tocantins)